# دی۲: اردک‌های قدرتمند
دی۲: اردک‌های قدرتمند (انگلیسی: D2: The Mighty Ducks) یا اردک‌های قدرتمند ۲ فیلمی در ژانر کمدی-درام و کمدی است که در سال ۱۹۹۴ منتشر شد. این فیلم دومین قسمت از سه‌گانه اردک‌های قدرتمند و دنباله فیلم اردک‌های قدرتمند است. در بریتانیا و استرالیا این فیلم با نام اردک‌های قدرتمند عرضه شد. (قسمت اول با نام قهرمانان (Champions) اکران شده بود)

## بازیگران
- امیلیو استیوز
- جاشوا جکسون
- جاس آکلند
- کاترین اربه
- کینن تامسون
- مایکل تاکر
- جان رابز